# Roy Cousins
Pour les articles homonymes, voir Cousins (homonymie).
Roy Cousins est un producteur et chanteur de reggae jamaïcain, né en 1949 à Kingston.
Connu pour son travail en tant que leader des The Royals, ses productions d'artistes tels que Charlie Chaplin, Prince Far I et Cornell Campbell, et ses labels tels que Tamoki Wambesi.

## Biographie
Roy Cousins a travaillé pour La Poste de la Jamaïque pendant de nombreuses années. Il forme son premier groupe vocal en 1962 et participe à la Junior Festival Competition. En 1965, il forme un groupe vocal, initialement connu sous le nom de The Tempests, qui devient vite The Royals. Ils enregistrent pour Duke Reid (We  are In The Mood, 1966), Joe Gibbs (Never See Come See, 1968), Lloy Daley (100 poundsof day, 1969), Byron Lee (Never Gonna Give Up, 1969) et surtout pour Coxsone avec leur titre Pick Up The Pieces (1969) qui devient un tube après son réenregistrement en 1973. Sous le nom de Show Boys ils font aussi quelques titres pour L. Edwards en 1969.  
Frustré de ses relations avec les producteurs, Cousins lance son propre label Uhuru en 1971. Il crée ensuite le label Tamoki en 1972 et Wambesi en 1974. En juin 1977, Cousins quitte son emploi pour se concentrer à plein temps à la musique. En 1978, sort l'album Pick Up The Pieces, une collection de singles des Royals enregistré entre 1973 et 1976. Le succès de cet album conduit à la signature d'un contrat avec Ballistic Records, sous licence de United Artists, pour deux autres albums : Ten Years After(1978) et Israel Be Wise (1978).
Roy Cousins se concentre ensuite sur la production. Il lance Charlie Chaplin, produit des artistes tels que Cornell Campbell, Earl 16, Naggo Morris, et The Meditations. Il produit aussi le dernier album de Prince Far I en 1983, Umkhonto we Sizwe ; le chanteur est abattu avant qu'il ne soit terminé. 
Ce drame pousse Roy Cousins à émigrer à Liverpool, en Angleterre, où il ouvre un magasin de disques, Cousins Cove, pour promouvoir ses nouvelles et anciennes productions sur ses labels Tamoki-Wambesi et Dove.